# حارة قهار (ذمار)
حارة قهار هي إحدى حارات مدينة ذمار التابعة لمحافظة ذمار، بلغ تعداد سكانها 1,614 نسمة حسب تعداد اليمن لعام 2004.